# Agathisanthemum
Agathisanthemum es un género con cuatro especies de plantas de flores perteneciente a la familia Rubiaceae. Es originario del África tropical, Comoras y Madagascar.

## Especies
- Agathisanthemum assimile Bremek., Verh. Kon. Ned. Akad. Wetensch., Afd. Natuurk., Sect. 2, 48(2): 158 (1952).
- Agathisanthemum bojeri Klotzsch in W.C.H.Peters, Naturw. Reise Mossambique: 294 (1861).
- Agathisanthemum chlorophyllum (Hochst.) Bremek., Verh. Kon. Ned. Akad. Wetensch., Afd. Natuurk., Sect. 2, 48(2): 159 (1952).
- Agathisanthemum globosum (Hochst. ex A.Rich.) Klotzsch in W.C.H.Peters, Naturw. Reise Mossambique: 294 (1861).